# Claire Wallentin

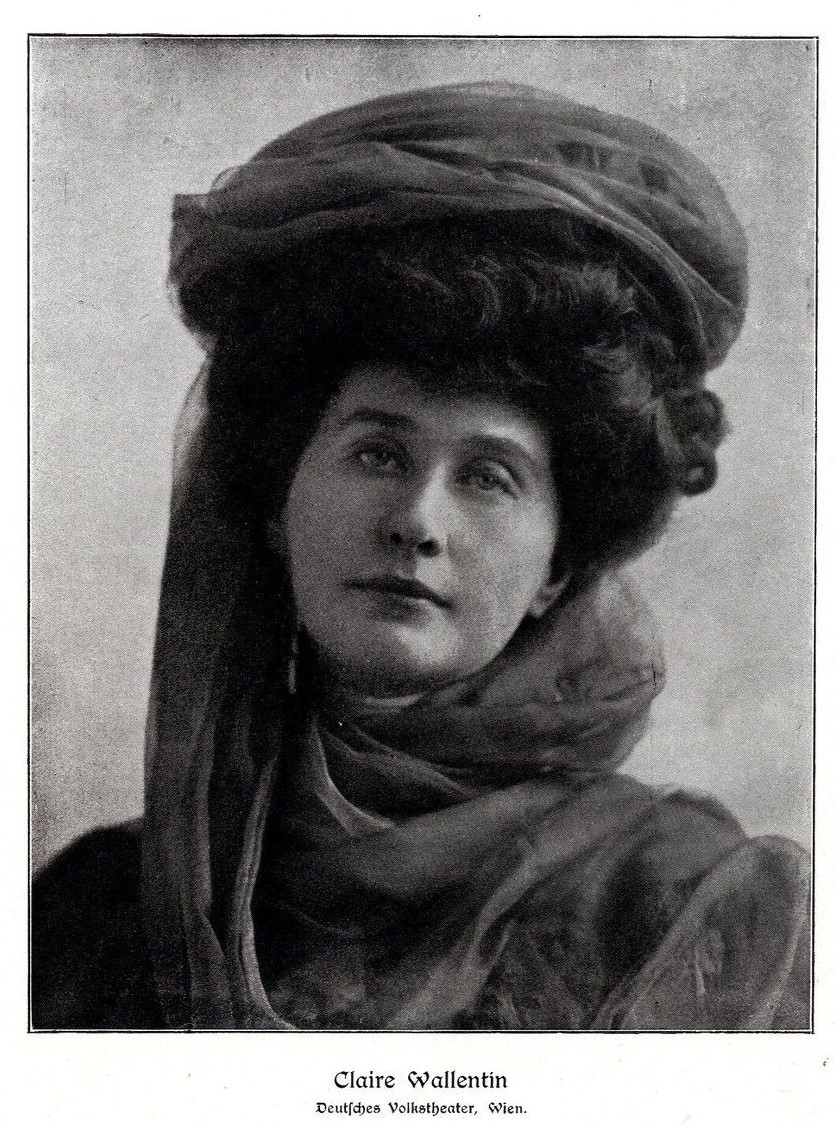
Claire Wallentin (1909)

Claire Gräfin Wolff-Metternich-Wallentin (* 3. Jänner 1878 in Wien; † 12. Februar 1934 bei Wien) war eine österreichische Schauspielerin bei Bühne und Stummfilm. Sie gehörte im ersten Drittel des 20. Jahrhunderts „zu den beliebtesten Schauspielerinnen des Deutschen Volkstheaters, das heißt, man ging in das Theater, wenn sie spielte und weil sie spielte“.

## Leben und Wirken
Die Kaufmannstochter besuchte in ihrer Heimatstadt das Konservatorium, ehe sie 1895 nach Innsbruck aufbrach und dort als Siebzehnjährige ihren Einstand am dortigen Stadttheater gab. Ihre Tiroler Abschiedsrolle wurde die Johanna von Orleans im gleichnamigen Bühnendrama. 1897 kehrte Claire Wallentin nach Wien zurück und schloss sich noch im selben Jahr dem Ensemble des Deutschen Volkstheaters an, wo sie fortan ihre größten künstlerischen Triumphe feiern sollte. Ihren Einstand an dieser Bühne gab die dralle Künstlerin in dem Stück „Die Hochzeit von Valeni“. Mit ihren Folgepartien stand sie lange Zeit im Schatten Helene Odilons, einst der große Star dieser Spielstätte. Schon früh erwarb sich die Wallentin einen Ruf mit mannigfaltigen Charakterisierungen; so war sie die Mary in Hermann Bahrs „Wienerinnen“ und die Marikke in Hermann Sudermanns „Johannisfeuer“. Ihre größten Erfolge aber hatte sie aber erst nach dem krankheitsbedingten Abgang der Odilon, als sie am Deutschen Volkstheater deren Rollenfach übernahm, zumeist mit Partien in gehobenen, dialoggeschliffenen französischen Salonstücken.
Claire Wallentin, schrieb Siegfried Geyer im Februar 1934 in einem Nachruf, „spielte in den großen reißerischen Affären von Henri Bernstein, in „Dieb“ und in „Baccarat“, jene atemberaubenden Damen der Pariser Gesellschaft, die die Männer auf abenteuerliche Art unterhalten, sie durch die Kraft ihres Temperaments, durch raffinierte Schönheit ihrer Kleider, durch geschliffene Kunst ihrer Konversation immer wieder festhalten. (…) Sie verstand sich auf die grande scene, auf die spannende Hochführung eines Dialogs, auf den großen Augenblick, der immer wieder das Geheimnis des französischen Gesellschaftstheaters, der präzisesten Könner, wie Bernstein und Bataille preisgibt.“ Jenseits dieser frankophilien Theaterwelt feierte die Wallentin auch einen schönen Erfolg mit der Magda in dem deutschen Drama „Heimat“, gleichfalls aus der Feder Sudermanns.
Nach ihrem Abgang vom Volkstheater kehrte die Künstlerin lange Zeit nur noch gastspielweise an Wiener Spielstätten zurück, etwa zur Renaissancebühne unter der Leitung Harry Waldens, wo sie die Hauptrolle in dem Lustspiel „Der Werwolf“ übernahm, oder an die Kammerspiele und dem Modernen Theater in der Josefsgasse. Im Deutschen Volkstheater sah man sie zuletzt in Rudolf Oesterreichers Stück „Der Garten Eden“ (1926/27). Vor die Kamera trat die Künstlerin nur selten: so sah man sie 1912 unter der Regie von Luise Kolm in dem einstündigen Kriminalmelodram Der Unbekannte und im selben Jahr in zwei weiteren, diesmal deutschen Filmen. Sechs Jahre darauf wirkte sie in dem patriotischen Kriegsdrama Freier Dienst unter der Regie Kolms, diesmal in Zusammenarbeit mit ihrem Co-Regisseur Jakob Fleck, mit.
Nach ihrer gescheiterten Ehe mit dem Grafen Gisbert von Wolff-Metternich (* 1886) heiratete die Künstlerin 1916 den Saazer Industriellen Alfred Wurdinger. Die Ehe hielt bis zu ihrem Tod. Claire Wallentin starb nach zweijähriger Krankheit (Nierenleiden) in einem Sanatorium bei Wien.

## Filmografie (komplett)
- 1912: Der Unbekannte
- 1912: Dornenkrone der Liebe
- 1912: Der Stallmeister
- 1912: Der Weg des Todes
- 1918: Freier Dienst